# كنارك بالا (غندمان)
كنارك بالا (بالفارسية: کنارک بالا) هي قرية تقع في إيران في قسم غندمان الريفي. يقدر عدد سكانها بـ 1058 نسمة بحسب إحصاء 2016.